# Варданян, Сарибек Мхитарович
Сарибек Мхитарович Варданян — советский хозяйственный, государственный и политический деятель, Герой Социалистического Труда.

## Биография
Родился в 1926 году в Армянской ССР. Член КПСС.
С 1941 года — на хозяйственной, общественной и политической работе. В 1941—1991 гг. — колхозник, звеньевой, бригадир, председатель колхоза имени А. Ханджяна Араратского района Армянской ССР.
Указом Президиума Верховного Совета СССР от 7 июля 1986 года присвоено звание Героя Социалистического Труда с вручением ордена Ленина и золотой медали «Серп и Молот».
Избирался депутатом Верховного Совета Армянской ССР 10-го и 11-го созывов.
Делегат XXVII съезда КПСС.
Умер после 1991 года.